# Munspray
Munspray eller mundusch är en sprej som sprutas i munnen för ta bort eller dölja dålig andedräkt alternativt för att smörja slemhinnorna. Det finns munspray som innehåller alkohol, vilket gör att slemhinnorna torkar varvid bakterier frodas, vilket ger dålig andedräkt på längre sikt. Vissa munsprayer har ingredienser som motverkar plack eller bakterier, till exempel den aktiva ingrediensen klordioxid. Munspray är vanligen smaksatt, till exempel med pepparmint, spearmint eller kanel.